# Anthidium orizabae
Anthidium orizabae là một loài Hymenoptera trong họ Megachilidae. Loài này được Dalla Torre mô tả khoa học năm 1890.